# Your Love (The Outfield)
Your Love is een nummer van de Britse band The Outfield. Het is de tweede single van hun debuutalbum Play Deep uit 1985. Op 14 februari 1986 werd het nummer in Europa, de VS en Canada op single uitgebracht. In april dat jaar volgden Australië en Nieuw-Zeeland en op 21 mei Japan.

## Achtergrond
De eerste single van het album Play Deep, "Say It Isn't So", werd geen hit. De opvolger, "Your Love", was voornamelijk in de Verenigde Staten,  Nederland en België (Vlaanderen) succesvol. In thuisland het Verenigd Koninkrijk flopte de single echter met een 83e positie in de UK Singles Chart. In de VS werd de 6e positie bereikt in de Billboard Hot 100, in Canada de 37e en in Duitsland de 52e positie.
In Nederland werd de plaat door de dj's Adam Curry en Jeroen van Inkel veel gedraaid in hun populaire vrijdagavondprogramma Curry en Van Inkel bij Veronica op Radio 3 en werd een radiohit in de destijds twee landelijke hitlijsten op de nationale publieke popzender. De plaat bereikte de 12e positie in de Nederlandse Top 40 en de 17e positie in de Nationale Hitparade. In de Europese hitlijst op Radio 3, de TROS Europarade, werd géén notering behaald.
In België bereikte de plaat de 23e positie in de Vlaamse Radio 2 Top 30 en de 33e positie in de voorloper van de Vlaamse Ultratop 50. In Wallonië werd géén notering behaald.
In de sinds december 1999 jaarlijks uitgezonden NPO Radio 2 Top 2000 van de Nederlandse publieke radiozender NPO Radio 2 staat de plaat sinds 2020 in de lijst genoteerd, met als hoogste notering een 1461e positie in 2024.

## Hitnoteringen

### Nederlandse Top 40
| Positie: | 33 | 22 | 18 | 13 | 12 | 18 | 23 | uit |

### Nationale Hitparade
Hitnotering: 26-04-1986 t/m 14-06-1986. Hoogste notering: #17 (1 week). 

### Vlaamse Ultratop 50
| Positie: | 34 | 33 | 33 | uit |

### NPO Radio 2 Top 2000
| Nummer met noteringen in de NPO Radio 2 Top 2000 | '20  | '21  | '22  | '23  | '24  |
| ------------------------------------------------ | ---- | ---- | ---- | ---- | ---- |
| Your Love                                        | 1994 | 1820 | 1499 | 1488 | 1461 |

1. ↑  Een vetgedrukt getal geeft de hoogste notering aan.
2. ↑  2020 was het eerste jaar met een notering voor dit nummer.